# Xzgv
xzgv – przeglądarka plików graficznych działająca na systemie Linux z wykorzystaniem X11. Obsługuje ona takie formaty jak GIF, JPEG, PNG, PBM/PGM/PPM (łącznie znany jako `PNM'), BMP, TGA (Targa), PCX, MRF, PRF, XBM, XPM, TIFF, TIM, oraz XWD (zrzuty z okna X utworzone przez narzędzie xwd). Ponadto umożliwia wybór plików za pomocą miniaturek, które są kompatybilne z xv, zgv, oraz z GIMPem. Xzgv został oparty na GTK+ oraz Imlib w wersji 1.x. 
Z uwagi na to, iż jest to szybka i mała przeglądarka, cieszy się popularnością szczególnie na starszych, wolniejszych lub obciążonych komputerach. Ponadto jest ona standardowym narzędziem dystrybucji Damn Small Linux.